# Maison des Jardies
La Maison des Jardies, labellisée Maisons des Illustres, est une demeure située à Sèvres, dans les Hauts-de-Seine. Elle renferme divers objets et documents liés à Léon Gambetta, l'un de ses célèbres propriétaires.

## Histoire
À l'origine, c'est une maison de vignerons construite à la fin du XVIIe siècle qui occupait la place actuelle de la Maison des Jardies. Elle a été transformée au XVIIIe siècle en maison de campagne.
Le premier propriétaire célèbre de la maison est Honoré de Balzac qui s'installe sur ce coteau de Sèvres en 1837. Il fait construire dans le jardin une sorte de chalet. En 1840, harcelé par ses créanciers, Balzac doit quitter les lieux et s'installe rue Basse à Passy (actuellement : 47, rue Raynouard, Paris).
En 1878, Léon Gambetta achète la Maison des Jardies à Madame Aimé Fagniez, dont le mari avait acquis la propriété en 1840. Gambetta s'y rend régulièrement pour se reposer de ses activités politiques. Lorsqu'il se retire de la vie politique, il se réfugie à la Maison des Jardies en janvier 1882, en compagnie de sa maîtresse Léonie Léon. C'est dans cette demeure qu'il meurt, le 31 décembre suivant, à l'âge de quarante-quatre ans.
Après la mort de Gambetta, la maison est donnée à l'État qui en fait un lieu de souvenir. Une statue en sa mémoire, œuvre de Bartholdi, y est élevée en 1891. La demeure est restée dans son décor de l'époque et regroupe des objets et du mobilier ayant appartenu à Balzac ainsi qu'à Gambetta, parmi lesquels des exemplaires du journal La République française, créé par Gambetta en 1871.
La Maison des Jardies est inscrite aux monuments historiques avec son jardin depuis le 3 juin 1991, et la statue est classée depuis le 10 juillet 1995.
La maison a subi d'importants travaux de restauration au fil du temps.

## Galerie

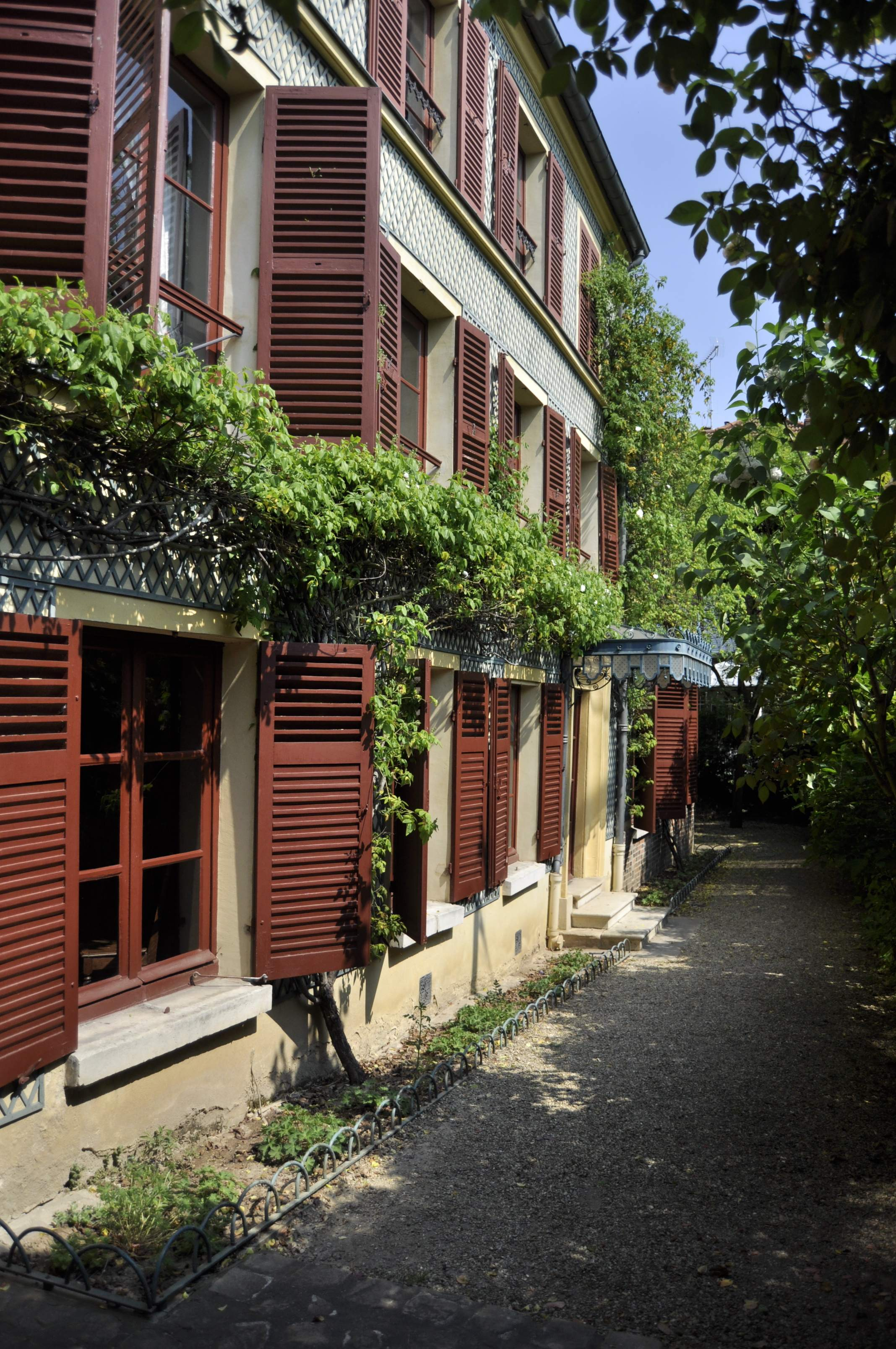
Façade sud de la Maison des Jardies.
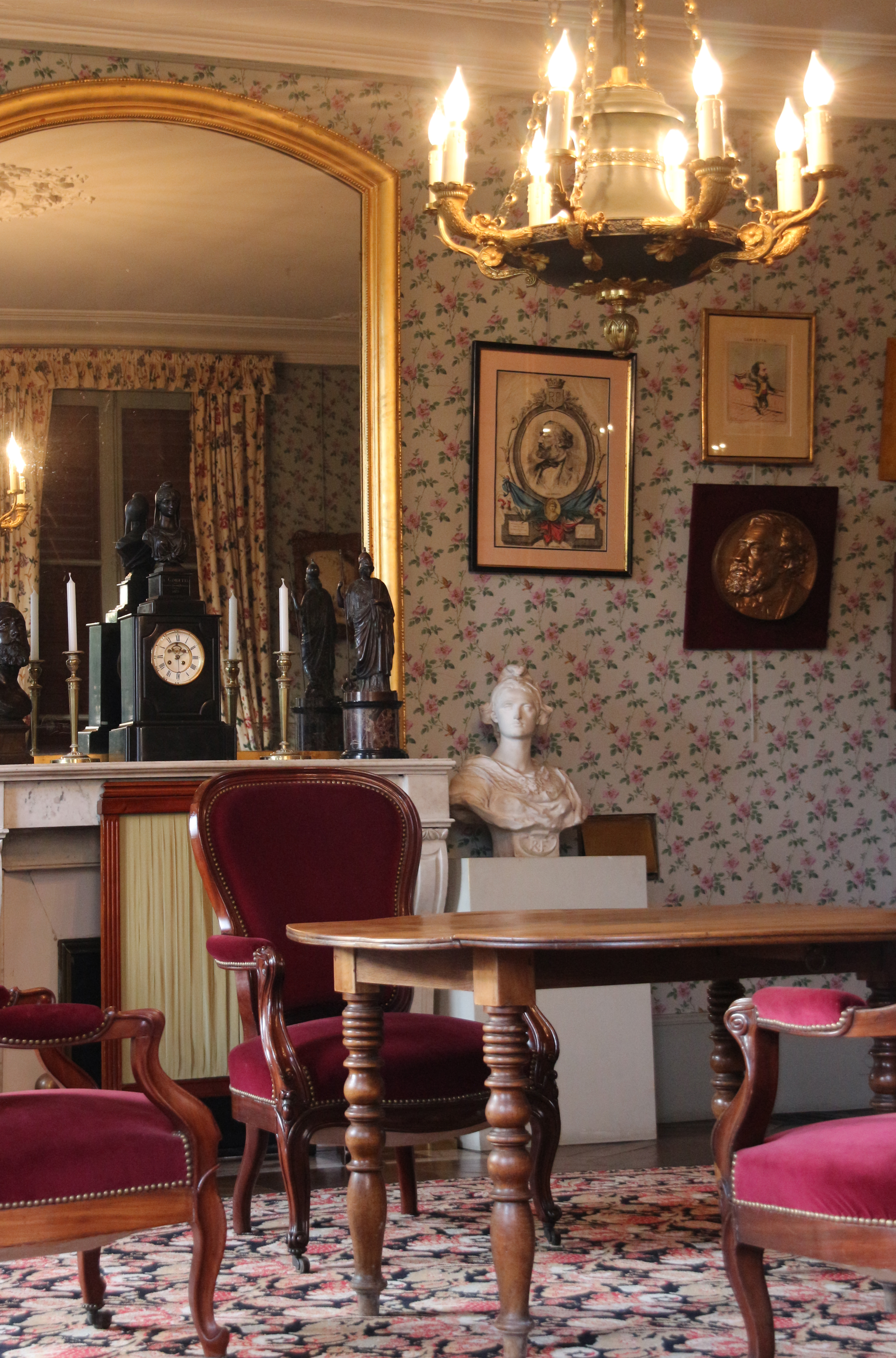
Le salon.
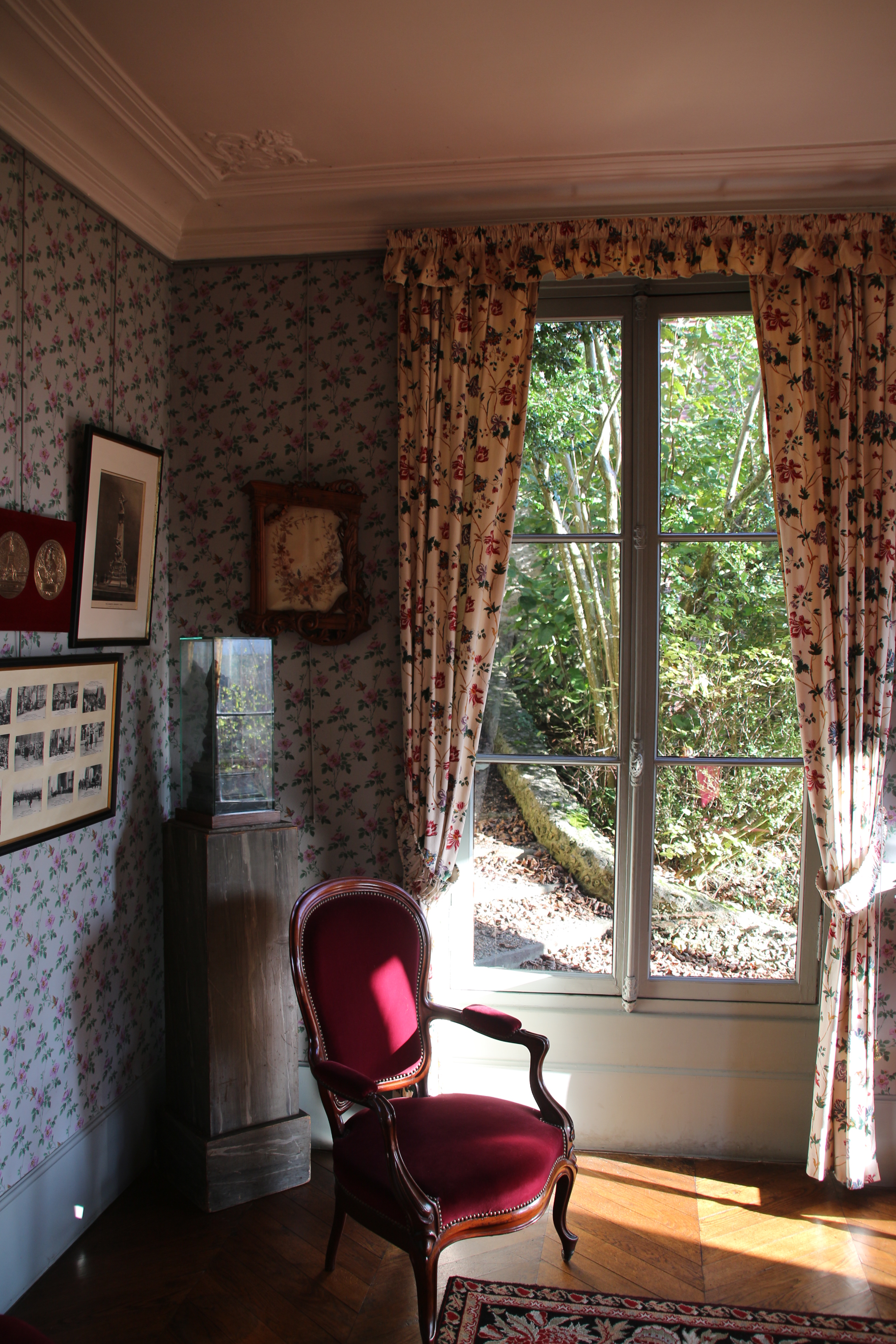
Le salon côté est.
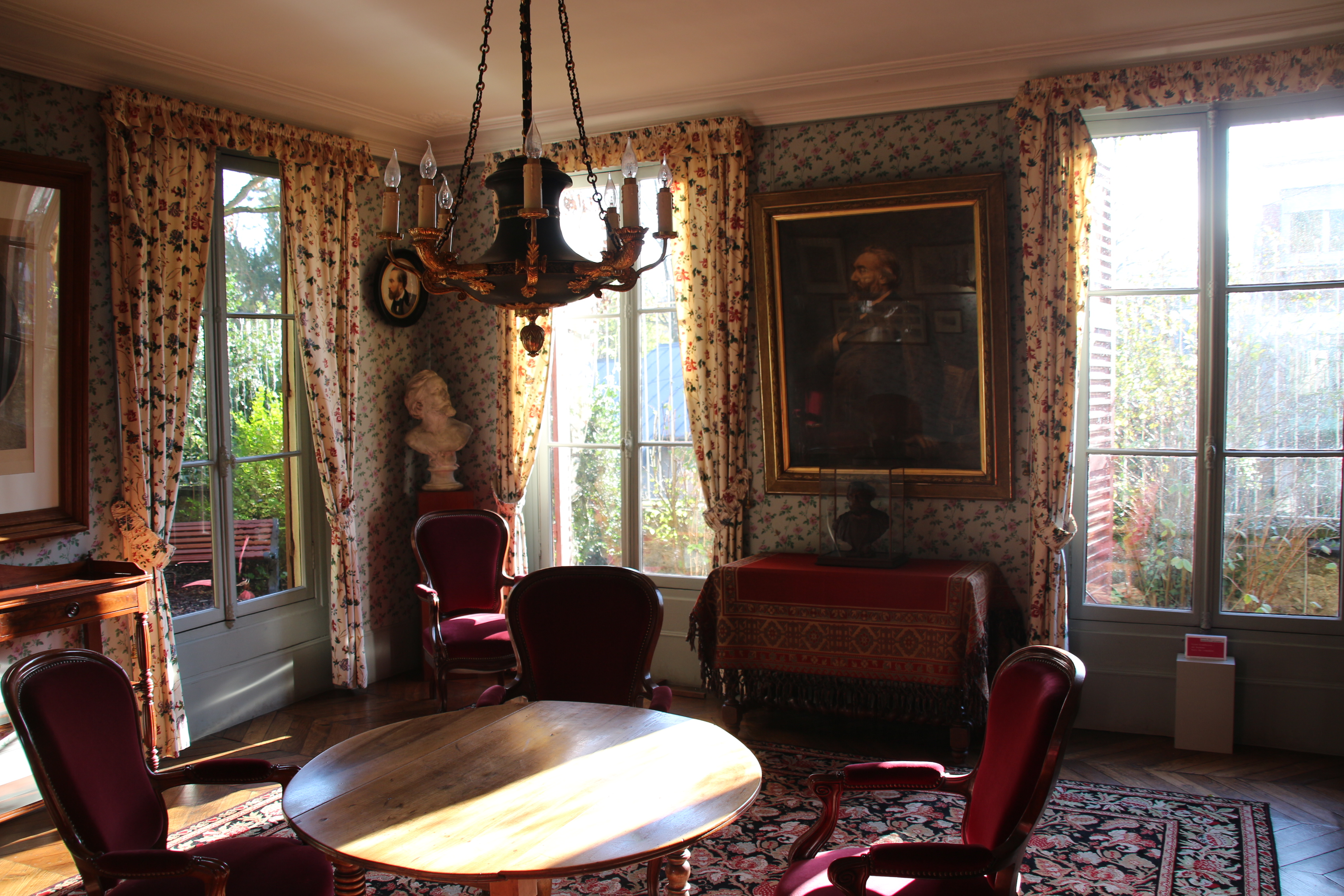
Le salon côté sud.
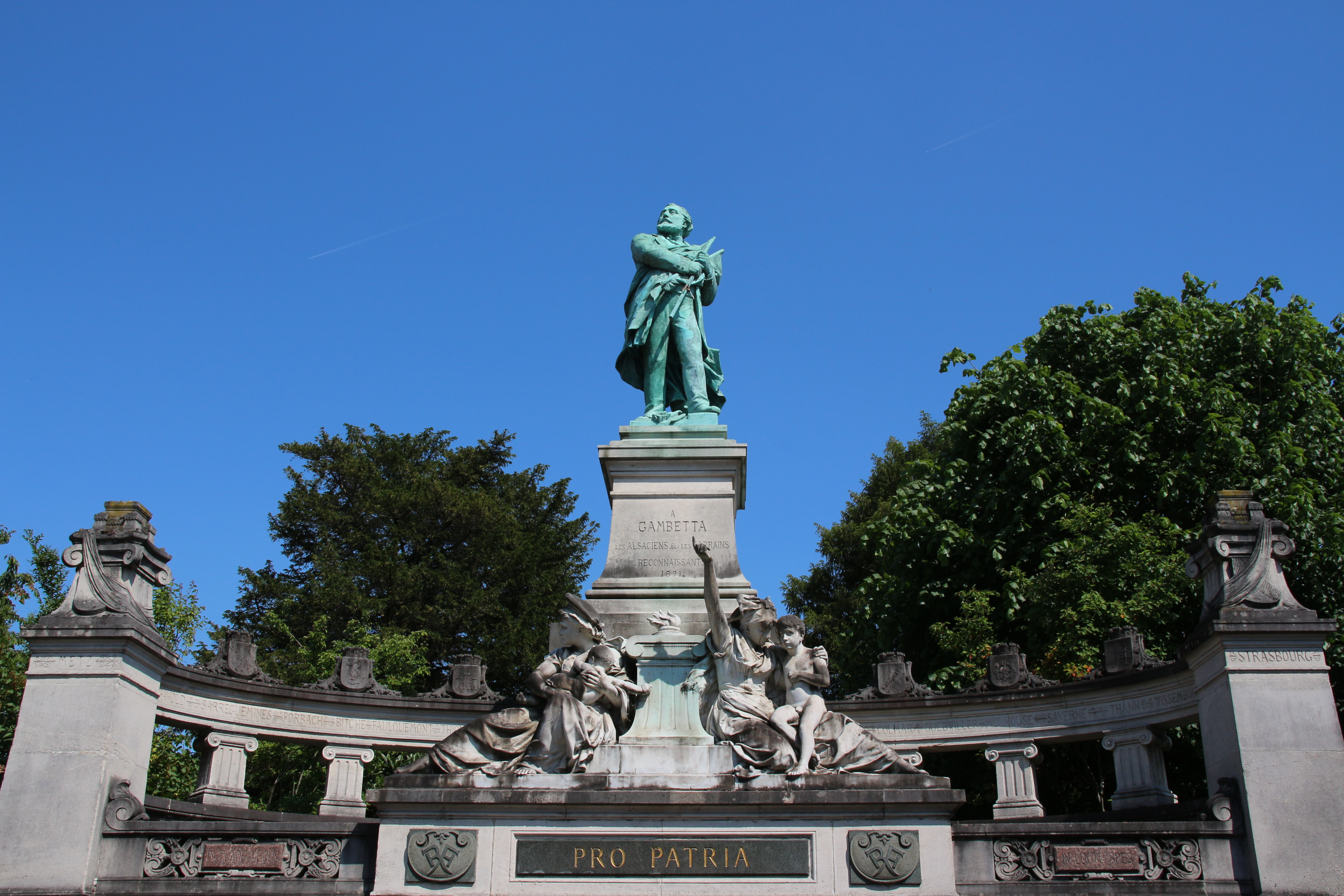
Monument de Bartholdi.